# Sawah (Muara Pinang)
Sawah is een bestuurslaag in het regentschap Empat Lawang van de provincie Zuid-Sumatra, Indonesië. Sawah telt 2207 inwoners (volkstelling 2010).